# Max Hofmüller
Max Hofmüller (* 13. Oktober 1881 in Darmstadt; † 26. Juni 1981 in München) war ein deutscher Opernsänger (Tenor), Oberregisseur, Intendant und Generalmusikdirektor. Er war der Sohn des Opernsängers und bekannten Wagnerinterpreten Sebastian Hofmüller (1855–1923).

## Leben und Wirken

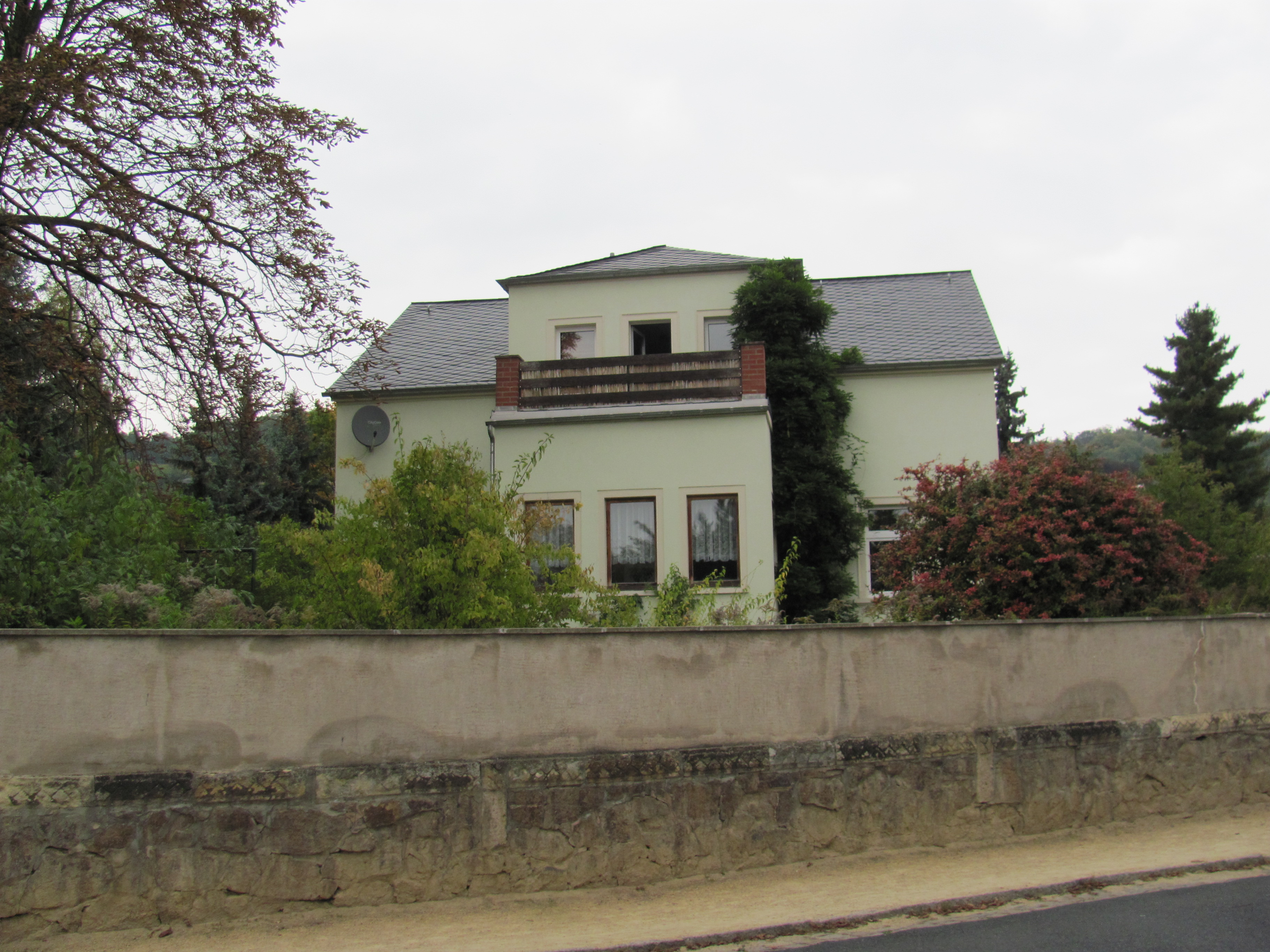
Sängers Heim, Gradsteg 42

Infolge der zehnjährigen Anstellung seines Vaters in Dresden ab 1890 verbrachte Max Hofmüller „die prägenden Jahre seiner Jugend“ im nahegelegenen Wohnort Niederlößnitz (Villa Sängers Heim, Gradsteg 42). Von 1901 bis 1904 arbeitete Hofmüller als Korrepetitor am Schweriner Hoftheater. Er begann selbst ein Gesangsstudium und debütierte 1911 am Stadttheater in Straßburg. Mit Unterbrechungen durch Kriegsdienst blieb er in Straßburg bis 1918.
Dann verlegte er sich auf die Opernregie: Von 1919 bis 1923 war er am Opernhaus in Hannover und von 1923 bis 1928 als Oberregisseur an der Bayerischen Staatsoper in München. Ab 1928 und bis 1933 war er als Intendant an der Kölner Oper engagiert.
Ab 1931 wirkte er mehrfach am Teatro Colón in Buenos Aires.
Von 1935 bis 1938 wirkte er an der Volksoper in Berlin und von 1936 bis 1944 als Oberspielleiter an der Dresdner Semperoper. Dort inszenierte er am 15. Oktober 1938 die Uraufführung der Strauss-Oper Daphne.
Bei den Salzburger Festspielen 1938 führte er in Wagners Tannhäuser Regie.
Nach dem Zweiten Weltkrieg ging er wieder nach München zurück und wirkte von 1947 bis 1949 dort als Oberspielleiter und Intendant an den Bayerischen Staatstheatern.
Einer seiner Schüler war der Bassist bzw. Bariton Hugo Schäfer-Schuchardt (1907–1974).

## Werke

### Partituren
- Giovanni Battista Pergolesi, Max Hofmüller (Bearb.): Sonata a tre. Für 2 Violinen, Violoncello u. Klavier. Beyer, Langensalza.

### Schriften
- Atemtechnische Grundlagen des Kunstgesanges. Selbstverlag/Musik-Verlag Doblinger (in Komm.), München 1963.